# Keeping Emulation Environments Portable
Keeping Emulation Environments Portable (KEEP) ist ein von der EU mitfinanziertes EU-Forschungsprojekt (Seventh Framework Programme (ICT-2007.4.3 Digital libraries and technology-enhanced learning (ICT-2007.4.3))). Das Projekt wurde von Andreas Lange (Direktor des Computer Spielemuseums in Berlin) erstmals im September 2008 vorgestellt und wird von  Elisabeth Freyre von der französischen Nationalbibliothek geleitet.

## Motivation
Es soll die Langzeitverfügbarkeit digitaler Objekte verschiedenster Art (z. B. Computerspiele) in ihrem originalen Kontext gewährleistet werden. Konkret soll das Verschwinden von digitalen Werken aufgrund geplanter Obsoleszenz, Abandonware und Nicht-Verfügbarkeit der originalen Ausführungsumgebung (Hardware, Betriebssystem) verhindert werden.
Bisherige Ansätze zur Langzeitarchivierung basieren auf Migration und Portierung der digitalen Objekte auf neue Plattformen.
Jedoch ist häufig eine Migration aufgrund des fehlenden Quelltextes kaum möglich, es bleiben die Emulatoren.
Andererseits ist ein vollständiger Emulator sehr aufwändig zu entwickeln oder es ist schwierig, sie auf eine neue Plattform oder ein anderes Betriebssystem zu portieren. Dieser Mehraufwand soll durch ein Framework reduziert werden.
Im Projekt KEEP wird ein Framework für Emulatoren entwickelt, welches eine möglichst genaue Wiedergabe von statischen sowie dynamischen Objekten (z. B. Text, Sound, Bildern, Multimediadokumenten, Webseiten, Datenbanken, Videospielen u. a.) ermöglichen soll.

## Projektziel
Allgemein erklärtes Ziel des Projektes ist es, die Langzeitverfügbarkeit des kulturellen Erbes durch Entwicklung flexibler Zugriffswerkzeuge und der Speicherung einer großen Bandbreite von digitalen Objekten zu gewährleisten. KEEP soll hierbei alle Aspekte von der Sicherstellung der Original-Bits auf den Datenträgern bis zur Schaffung von Online-Diensten für Endnutzer mit Hilfe einer hochportablen Emulationsplattform, die auf allen Gerätearten läuft, berücksichtigen. Zusätzlich zur Erstellung eines Softwarepaketes wird das Projekt untersuchen, wie auf Emulation basierende Lösungen in laufende digitale Langzeitarchive integriert werden können.

## Wichtige Eigenschaften der Emulationsplattform

### Langzeitverfügbarkeit
KEEP soll die Langzeitverfügbarkeit digitaler Objekte verschiedenster Art in ihrem originalen Kontext gewährleisten. Dies soll durch die Integration bestehender und neu geschaffener Emulatoren innerhalb des sogenannten Emulation Framework ermöglicht werden.

### Portabilität
Eine wichtige Eigenschaft der Emulationsplattform in KEEP ist die Portabilität. Das sogenannte Emulation Framework in KEEP nutzt Virtualisierung, indem es auf eine universelle, virtuelle Maschine aufsetzt, welche eine einfachere Portierbarkeit ermöglicht, falls das eigene Zielsystem mit seinem Betriebssystem obsolet zu werden droht.

### Interoperabilität
Der Austausch zwischen verschiedenen Institutionen wird durch Guidelines zur Langzeitarchivierung von digitalen Objekten, ihren Metadaten und ihrem originalen Kontext in Bezug auf Emulation angeregt.

### Medien-Migration
KEEP leistet Vorarbeit für andere großangelegte Medienmigrationsprogramme durch seine Forschung im Bereich der Migration bestehender digitaler Objekte von obsoleten Medien zu aktuellen Medien.

### Online-Zugriff
Mit Support für Remote Emulation via Emulation Framework soll die Emulationsplattform Zugriff auf digitale Objekte zu jeder Zeit und an jedem Ort bieten. Diese Eigenschaft ist jedoch evtl. durch bestehendes Urheberrecht und durch Gesetze zum Schutz geistigen Eigentums so nicht machbar.

### Wiederverwendung von Informationen
Die Emulationsplattform soll innovative Services anbieten, um möglichst einfach Informationen von den originalen Objekten zu extrahieren oder auch hinzufügen, soweit dies von der Gesetzgebung erlaubt ist.

## Finanzierung
Das Gesamtbudget beträgt 4,02 Millionen €. Aus diesem Betrag kommen 3,15 Millionen vom Seventh Framework Programme (ICT-2007.4.3 Digital libraries and technology-enhanced learning (ICT-2007.4.3)) der EU.

## Laufzeit
1. Februar 2009 bis 31. Januar 2012 (3 Jahre)

## Partner
Das KEEP Projektkonsortium besteht aus:
- Bibliothèque nationale de France, Frankreich (Arbeitspaket 7 - Projektkoordination, Koordination von Arbeitspaket 5 - Integration, test and validation)
- Joguin  SAS, Frankreich (Koordination von Arbeitspaket 4 - Portability of emulation framework)
- Koninklijke Bibliotheek, Niederlande (Koordination von Arbeitspaket 2 - Core Emulation Framework)
- Computerspiele Museum, Deutschland
- University of Portsmouth, Großbritannien (Koordination von Arbeitspaket 3 - Meta-data research and front-end emulation framework)
- Deutsche Nationalbibliothek, Deutschland (Koordination von Arbeitspaket 1 - Media Transfer)
- Cross Czech a.s., Tschechien (Koordination von Arbeitspaket 6 - Dissemination)
- Tessella plc, Großbritannien
- European Games Developer Federation, Schweden

### KEEP (Keeping Emulation Environments Portable)
- Offizielle KEEP Webseite (Memento vom 16. Januar 2016 im Internet Archive)
- Projektbeschreibung (englisch), European Commission CORDIS (7th Framework Programm [ICT-2007.4.3 Digital libraries and technology-enhanced learning)]
- Emulation Framework (Open Source Frontend für eine Vielzahl von Emulatoren)

- Projektbeschreibung (deutsch), Nestor Informationsdatenbank
- Projektbeschreibung (englisch), Nestor Informationsdatenbank
- Projektbeschreibung (deutsch), Deutsche Nationalbibliothek

- Artikel:"Videospiele vor dem Verrotten retten." (Quelle: Webseite des österreichischen Fernsehen (ORF))
- Artikel:"EU erforscht Archivierung von Computerspielen." (Quelle: Webseite des IT-Portals GOLEM)

### Verwandte Projekte
- PLANETS (Preservation and Long-term Access through NETworked Services)
- SHAMAN (Sustaining heritage access through multivalent archiving)
- CASPAR (Cultural, Artistic, and Scientific Knowledge for Preservation, Access and Retrieval)
- DPE (Digital Preservation Europe)
- PARSE.Insight (INSIGHT into issues of Permanent Access to the Records of Science in Europe)
- WePreserve (WePreserve manages synergy activities DPE, CASPAR and PLANETS)
- ENRICH (European digital library of manuscripts)